# The Cow Puncher's Sweetheart
The Cow Puncher's Sweetheart (o The Cowpuncher's Sweetheart) è un cortometraggio muto del 1910 diretto da Sidney Olcott.

## Produzione
Il film fu prodotto dalla Kalem Company.

## Distribuzione
Distribuito dalla General Film Company, il film - un cortometraggio di una bobina - uscì nelle sale cinematografiche USA il 9 settembre 1910.